# Suboficial ayudante

Jineta de suboficial ayudante

Suboficial ayudante (SA) es un rango militar empleado al menos en la Fuerza Aérea Argentina.
Suboficial ayudante es el quinto rango de la jerarquía de suboficiales de la Fuerza Aérea Argentina, siendo el inmediato superior al de suboficial auxiliar y el inmediato inferior al de suboficial principal. Asimismo, es el segundo rango de la categoría de suboficiales superiores.
El grado de suboficial ayudante equivale al de sargento ayudante en el Ejército Argentino y al de suboficial primero en la Armada Argentina.